# Guerre civile des Francs
Batailles
La guerre civile des Francs est une série de batailles échelonnées sur une période de quatre ans, entre 715 et 719. Provoqué par les morts successives du maire du palais Pépin de Herstal en 714 et du roi Dagobert III en 715, ce conflit oppose l'Austrasie aux autres Teilreiche francs.
Cette guerre marque un affaiblissement toujours plus significatif des Mérovingiens, qui ne sont plus que nommés par les maires du palais, et voit l'ascension de Charles Martel, dont le pouvoir grandissant est une amorce à l'arrivée future sur le trône de la dynastie des Carolingiens.
L'affrontement armé fut aussi marqué par la présence de belligérants étrangers, au travers des ducs Radbod Ier de Frise et Eudes d'Aquitaine, alliés à la Neustrie.

## Contexte
Après la bataille de Tertry en 687, le maire du palais d'Austrasie, Pépin de Herstal, affirme sa puissance en Neustrie et en Bourgogne défaites, mais échoue à s'imposer en Aquitaine. Il demeure au pouvoir sous les rois Clovis IV, Childebert IV et Dagobert III.
Il place son fils Grimoald II à la tête de l'Austrasie en 695 mais celui-ci meurt en 714. Il nomme donc le fils de Grimoald, Théodebald, comme maire du palais. La mort de Pépin de Herstal le 16 décembre suivant conduit son épouse Plectrude à favoriser son petit-fils Théodebald au détriment de l'autre fils de Pépin, Charles Martel, qu'elle enferme à Cologne. Elle détient alors le pouvoir en tant que régente de Théodebald et du roi Dagobert III, tous deux mineurs. Certains historiens désignent le conflit qui s'ensuit comme la « crise de succession pippinido-carolingienne ».
Les Neustriens refusent de se voir ainsi gouverner et, à la mort de Dagobert en 715, appellent à la charge de maire du palais Ragenfred, qui fait monter sur le trône un clerc du nom de Daniel, renommé Chilpéric II. Dans cette situation, à partir de Cologne, Plectrude lève une armée au nom de son petit-fils et l'envoie soumettre les insurgés neustriens.

## Résumé
Les armées neustrienne et austrasienne se rencontrent dans la forêt de Cuise située entre Saint Jean de Cuise et Cuise-la-Motte. Le 26 septembre 715, les Neustriens vainquirent les Austrasiens à Compiègne. Le maire du palais d'Austrasie, le jeune Théodebald, est défait et rejoint sa mère Plectrude à Cologne. Les Neustriens s'emparent de Dagobert III et imposent leur chef Ragenfred comme nouveau maire du palais. Après la mort prématurée de Dagobert, âgé d'à peine 15 ans, en 715, les Neustriens élurent comme nouveau roi un moine, Daniel, qui porta désormais le nom de Chilpéric II. Ce dernier semble avoir tenté de s'impliquer activement dans les affaires du royaume et fut le dernier Mérovingien à se battre sur le champ de bataille. Chilpéric II et le maire du palais de Neustrie poursuivent ensuite Théodebald afin de soumettre l'Austrasie.
Entre-temps, Charles Martel avait réussi à s'échapper de sa prison. En 716, les Neustriens menés par Chilpéric et Ragenfred s'avancèrent jusqu'à Cologne et en firent le siège, alors que Plectrude et Théodebald s'y sont réfugiés. Dans cette situation, les principaux partisans de Plectrude se sont ralliés à Charles Martel. En outre, le Carolingien put s'assurer le soutien du missionnaire anglo-saxon Willibrord. L'ascension de Charles s'est appuyée sur l'allégeance traditionnelle de sa famille maternelle dans la région de Maastricht-Liège. Alors que Radbod Ier, le duc des Frisons, s'allie aux Neustriens et envahit l'Austrasie , Charles dut subir sa seule défaite devant Cologne en 716 et s'enfuir du champ de bataille.

Carte néerlandaise inspirée de celle de Vidal de La Blache, affichant notamment les batailles de Tétry (687), Cologne (mars 716), Amblève (avril 716), Vinchy (717) et Néry (718).

Plectrude et Théodebald, enfermés à Cologne, qui est assiégée par Chilpéric et Ragenfred, capitulent finalement et reconnaissent Chilpéric II comme roi des Francs, le trésor royal revenant désormais à la coalition neustro-frisonne, qui se retire ensuite de Cologne. Charles rassembla quant à lui ses forces et vainquit les Neustriens au printemps 716 à Amblève, dans les Ardennes. Après le retrait des Frisons, il attaqua et vainquit de nouveau l'armée neustrienne à Vinchy, près de Cambrai, le 21 mars 717. Cologne fut ensuite prise par Charles, qui obligea sa belle-mère Plectrude à lui remettre le trésor royal. Celui-ci devint ainsi entièrement à la disposition des Carolingiens.
La remise du trésor symbolisait le passage du pouvoir de Plectrude à Charles. Le trésor royal était un instrument de pouvoir important pour l'obtention et l'établissement du pouvoir. Il permettait en outre à son propriétaire de récompenser matériellement ses fidèles et de s'assurer ainsi de leur loyauté. Le trésor était augmenté par le butin des campagnes militaires. Plectrude dut renoncer à ses ambitions politiques et devint la fondatrice du couvent de Sainte-Marie-au-Capitole à Cologne.
Avant le 3 février 718, afin de légitimer son pouvoir, Charles éleva son propre roi, Clotaire IV, qui le nomma formellement maire du palais d'Austrasie. La couronne du royaume des Francs se trouve alors avec deux têtes. Après leur défaite à Vinchy, le roi Chilpéric et son maire du palais Raganfred demandent l'aide du duc Eudes, à la tête des duchés d'Aquitaine et de Vasconie, et prennent la route de Soissons. Au printemps 718 ou le 14 octobre 719, Charles vainquit à nouveau Chilpéric II et Raganfred à Néry, proche de Soissons. À la suite de cette ultime défaite, Chilpéric II rejoint Eudes et le suit à Toulouse, alors que l'ancien maire du palais, Ragenfred, décide de partir à Angers.

## Conséquences
Quelques mois plus tard, à la mort du roi Clotaire IV, Eudes d'Aquitaine, affaibli par une invasion musulmane qui ravage la région de Toulouse, demande l'aide de Charles Martel et lui envoie en retour le roi Chilpéric II. Charles Martel se retrouvant sans ennemi, il réunit les charges de maire du palais de Neustrie et d'Austrasie et reprend le titre de duc des Francs créé par son père, affirmant ainsi sa puissance sur tout le royaume des Francs. Il évince définitivement Raganfred (qui dut se contenter d'une domination locale en Anjou jusqu'à sa mort, survenue en 731), tandis que Chilpéric II est confirmé comme roi de tous les Francs. Ainsi, les Neustriens purent s'accrocher à leur roi, tandis que Charles put faire davantage accepter sa prise de pouvoir à l'ensemble des royaumes francs. Après la mort de Chilpéric en 721, Charles éleva un nouveau roi, Thierry IV, un fils de Dagobert III.

## Sources
- Chronique de Frédégaire.
- Liber Historiae Francorum.
- Annales Alamannici (en).
- Annales de Metz.